# Agrostis condensata
Agrostis condensata é uma espécie de gramínea do gênero Agrostis, pertencente à família Poaceae.